# Afrodite Paphias helgedom
Afrodite Paphias helgedom var en helgedom i Paphos på Cypern, tillägnad gudinnan Afrodite. Det ansågs vara Afrodites viktigaste helgedom och centralort för hennes kult och var en berömd pilgrimsort i medelhavsvärlden i tusentals år. 
Helgedomen grundades i Paphos vid den strand där Afrodite enligt legenden troddes ha stigit i land vid sin födelse. Arkeologiska lämningar visar att platsen var föremål för dyrkan av en gudinna redan på 2000-talet f.Kr.. Det tros ha varit en kult av en lokal fruktbarhetsgudinna som sedan sammansmälte med kulten av den feniciska gudinnan Astarte och slutligen utvecklades till dyrkan av Afrodite, som därefter spreds till Grekland. Platsen nämns som Afrodites kultplats redan av Homeros på 700-talet f.Kr. Under antiken var den en pilgrimsort inte bara inom Cypern utan mottog pilgrimer från hela den grekiska världen, något som fortsatte och även under romarrikets tid, då Afrodite identifierades med Venus. Helgedomen nämns många gånger av antika författare och hänvisas också till inom dåtida skönlitteratur. Templet förstördes av en jordbävning under första århundradet, men återuppbyggdes av Vespasianus. Det romerska tempelkomplexet avbildas på många antika romerska mynt. Afrodite Paphias helgedom stängdes slutligen år 391 under de kristnas förföljelser av hedningarna. 